# فرانسوا، کنت واندوم
فرانسوا، کنت واندوم (انگلیسی: Francis, Count of Vendôme؛ ۱۴۷۰ – ۳۰ اکتبر ۱۴۹۵) کنت اهل فرانسه و جد ‌آنری چهارم، پادشاه فرانسه بود. او دارای شش فرزند بود. در هفت سالگی بعد از درگذشت پدرش جانشین وی شد. در دوران کودکی وی عمویش امور را اداره می‌نمود. در ۱۴۸۲ با بزرگترین دختر پیتر دوم ازدواج نمود. او در بیست و پنج سالگی در ایتالیای امروزی درگذشت و پسرش شارل وارث او شد.